# 米国化学会誌
米国化学会誌（べいこくかがくかいし、Journal of the American Chemical Society）は、アメリカ化学会により発行されている学術雑誌である。論文等に引用する場合の略記はJ. Am. Chem. Soc.であるが、しばしばJACSという略称が用いられる。
1879年に創刊され、1893年にJournal of Analytical and Applied Chemistryが、1914年にはAmerican Chemical Journalが吸収された。世界各国、化学全般における研究者より投稿される論文はピアレビューにより精査され、基準を満たすもののみが掲載される。科学情報研究所 (Institute for Scientific Information, ISI) の統計によると、米国化学会誌は化学分野の中でもっとも引用数の多い雑誌である。2014年のインパクトファクターは12.113。2002年から2015年の現在まで、編集責任者はユタ大学のピーター・J・スタングが務めている。
週に1回刊行され、4-10ページ程度の論文（article）と2-4ページの速報（communication）が掲載されている。

## 参照
1. ↑  “Journal of the American Chemical Society”.  ACS Publications. 2015年9月30日閲覧。
2. ↑  “Editors”. Journal of the American Chemical Society.  ACS Publications. 2015年9月30日閲覧。